# Віґрахараджа I
Віґрахараджа I (гінді विग्रहराज प्रथम; д/н — 759) — 5-й нріпа Сакамбхарі бл. 734—759 роках. Він також відомий як Віґраганріпа.

## Життєпис
Походив з раджпутського клану Чаухан. Син Аджаяраджи I. Посів трон близько 734 року. Невдовзі стикнувся з вторгненням Муктапіди, самраата Кашміру, зверхність якого вимушен був визнати після декількох поразок.
В свою чергу хроніка «Прітвіраджа Віджая» вихваляє його, використовуючи звичайні прашастрі (панегірики), що він досяг військових успіхів. Можливо вони стосувалися військових дій проти Дадди II чи Дадди III з династії Гуджарів у 740-х роках, а потім на початку 750-х років — Ананґпали I з династії Томар.
Помер Віґрахараджа I близько 759 року. Йому спадкував син Чандрараджа I.